# شهرستان بانوک (آیداهو)
شهرستان بانوک، آیداهو (به انگلیسی: Bannock County, Idaho) یک سکونتگاه مسکونی در ایالات متحده آمریکا است که در آیداهو واقع شده‌است.

## خصوصیات
شهرستان بانوک ۲٬۹۷۰٫۷۳ کیلومترمربع مساحت دارد.